# Catoptria amathusia
Catoptria amathusia là một loài bướm đêm trong họ Crambidae.